# Paul Jones (cầu thủ bóng đá, sinh năm 1974)
Paul Tony Jones (sinh ngày 6 tháng 2 năm 1974) là một cựu cầu thủ bóng đá chuyên nghiệp người Anh thi đấu ở Football League cho Birmingham City.
Jones sinh ra ở Solihull, West Midlands. Khi rời trường học năm 1990, ông gia nhập Birmingham City, và thi đấu chuyên nghiệp hai năm sau đó. Là một tiền vệ cánh, ông có trận ra mắt và duy nhất tại Football League ở Third Division vào ngày 14 tháng 9 năm 1991, vào sân từ dự bị thay cho Foley Okenla bị chấn thương trong trận hòa 1-1 trên sân nhà trước Peterborough United. Trận đấu duy nhất ông đá cho đội một là ở League Cup, cũng vào sân từ ghế dự bị, và ông rời đi để gia nhập Moor Green vào cuối mùa giải 1993.